# Bibarba
Genre
Bibarba est un genre de poissons téléostéens de la famille des Cobitidae et de l'ordre des Cypriniformes.

## Liste des espèces
Selon FishBase (07 juillet 2015):
- Bibarba bibarba Chen & Chen, 2007

### Note
- Bibarba parvoculus T. J. Wu, Jian Yang & L. H. Xiu, 2015[2]